# Mets Masrik
Mets Masrik là một đô thị thuộc tỉnh Gegharkunik, Armenia. Dân số ước tính năm 2011 là 3428 người.